# Tourtrès
Tourtrès est une commune du Sud-Ouest de la France, située dans le département de Lot-et-Garonne (région Nouvelle-Aquitaine).

## Géographie

### Localisation
Commune située entre Marmande et Villeneuve-sur-Lot.

### Communes limitrophes
Les communes limitrophes sont Laperche, Coulx, Labretonie, Saint-Barthélemy-d'Agenais, Tombebœuf et Verteuil-d'Agenais.
|                            | Laperche           |           |
| Saint-Barthélemy-d'Agenais | Tourtrès           | Tombebœuf |
| Labretonie                 | Verteuil-d'Agenais | Coulx     |

### Climat
Pour des articles plus généraux, voir Climat de la Nouvelle-Aquitaine et Climat de Lot-et-Garonne.
Historiquement, la commune est exposée à un climat océanique aquitain.  
En 2020, Météo-France publie une typologie des climats de la France métropolitaine dans laquelle la commune est dans une zone de transition entre le climat océanique et le climat océanique altéré et est dans la région climatique Aquitaine, Gascogne, caractérisée par une pluviométrie abondante au printemps, modérée en automne, un faible ensoleillement au printemps, un été chaud (19,5 °C), des vents faibles, des brouillards fréquents en automne et en hiver et des orages fréquents en été (15 à 20 jours).
Pour la période 1971-2000, la température annuelle moyenne est de 12,9 °C, avec une amplitude thermique annuelle de 15,2 °C. Le cumul annuel moyen de précipitations est de 786 mm, avec 12,4 jours de précipitations en janvier et 6,5 jours en juillet. Pour la période 1991-2020, la température moyenne annuelle observée sur la station météorologique la plus proche, située sur la commune de Verteuil-d'Agenais à 5 km à vol d'oiseau, est de 13,8 °C et le cumul annuel moyen de précipitations est de 821,3 mm,. Pour l'avenir, les paramètres climatiques de la commune estimés pour 2050 selon différents scénarios d’émission de gaz à effet de serre sont consultables sur un site dédié publié par Météo-France en novembre 2022.

## Urbanisme

### Typologie
Au 1er janvier 2024, Tourtrès est catégorisée commune rurale à habitat très dispersé, selon la nouvelle grille communale de densité à sept niveaux définie par l'Insee en 2022.
Elle est située hors unité urbaine et hors attraction des villes,.

### Occupation des sols

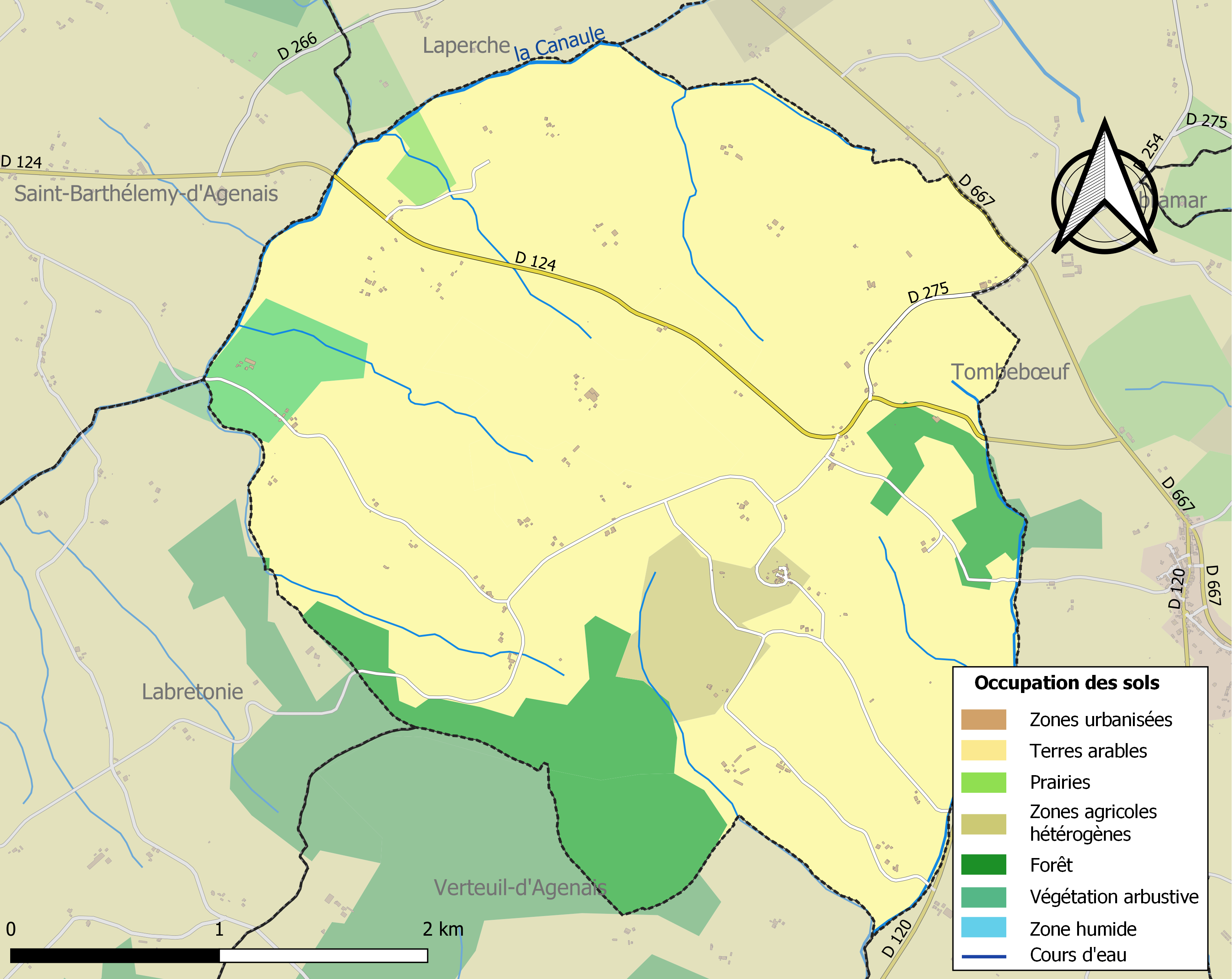
Carte des infrastructures et de l'occupation des sols de la commune en 2018 (CLC).

L'occupation des sols de la commune, telle qu'elle ressort de la base de données européenne d’occupation biophysique des sols Corine Land Cover (CLC), est marquée par l'importance des territoires agricoles (87,4 % en 2018), en diminution par rapport à 1990 (90,1 %). La répartition détaillée en 2018 est la suivante : 
terres arables (75,7 %), forêts (9,9 %), cultures permanentes (7,1 %), zones agricoles hétérogènes (3,9 %), milieux à végétation arbustive et/ou herbacée (2,7 %), prairies (0,7 %). L'évolution de l’occupation des sols de la commune et de ses infrastructures peut être observée sur les différentes représentations cartographiques du territoire : la carte de Cassini (XVIIIe siècle), la carte d'état-major (1820-1866) et les cartes ou photos aériennes de l'IGN pour la période actuelle (1950 à aujourd'hui).

### Risques majeurs
Le territoire de la commune de Tourtrès est vulnérable à différents aléas naturels : météorologiques (tempête, orage, neige, grand froid, canicule ou sécheresse), inondations, mouvements de terrains et séisme (sismicité très faible). Un site publié par le BRGM permet d'évaluer simplement et rapidement les risques d'un bien localisé soit par son adresse soit par le numéro de sa parcelle.
Certaines parties du territoire communal sont susceptibles d’être affectées par le risque d’inondation par une crue à  débordement lent de cours d'eau, notamment la Canaule. La commune a été reconnue en état de catastrophe naturelle au titre des dommages causés par les inondations et coulées de boue survenues en 1982, 1992, 1999 et 2009,.
Les mouvements de terrains susceptibles de se produire sur la commune sont des tassements différentiels.

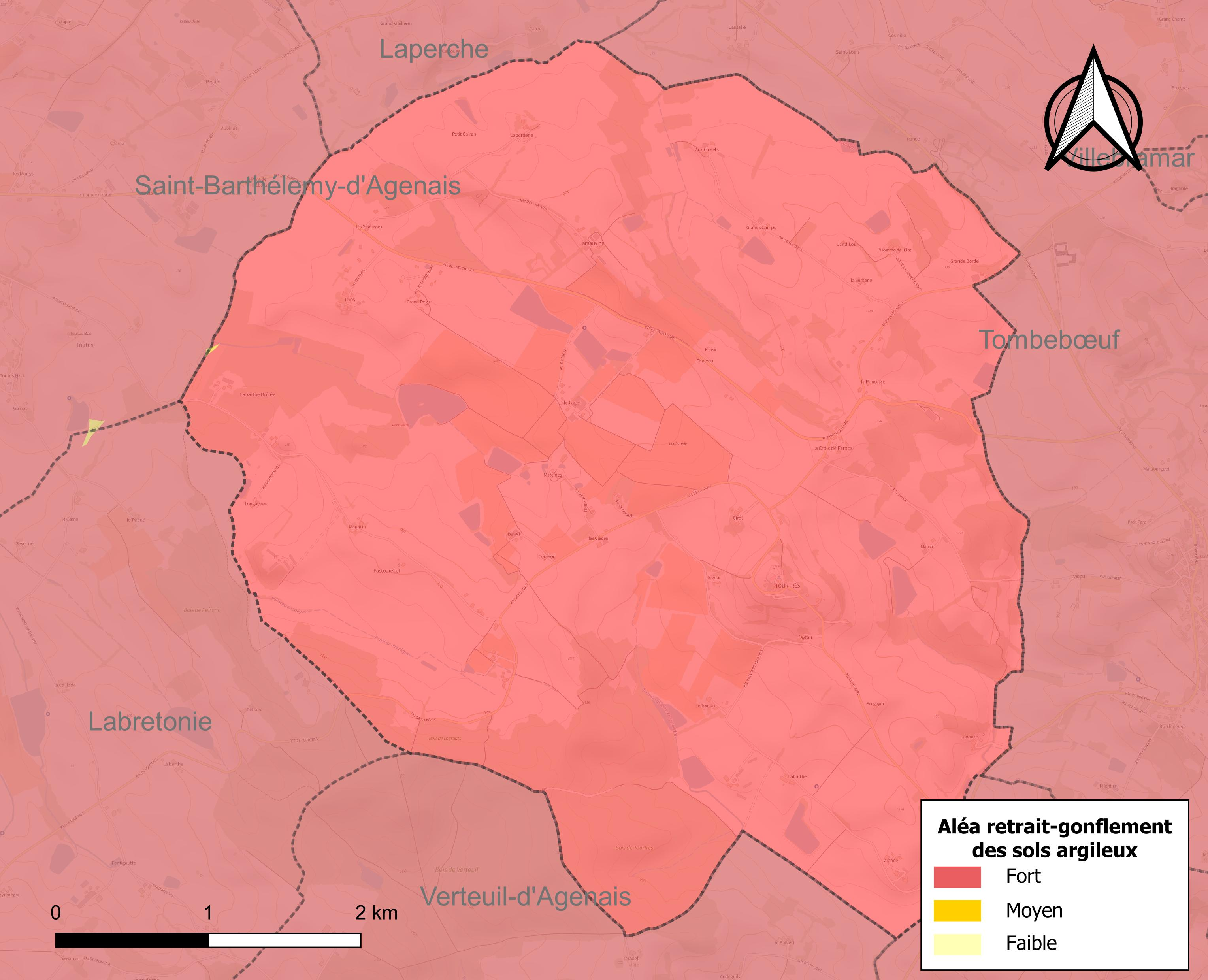
Carte des zones d'aléa retrait-gonflement des sols argileux de Tourtrès.

Le retrait-gonflement des sols argileux est susceptible d'engendrer des dommages importants aux bâtiments en cas d’alternance de périodes de sécheresse et de pluie. La totalité de la commune est en aléa moyen ou fort (91,8 % au niveau départemental et 48,5 % au niveau national). Depuis le 1er octobre 2020, en application de la loi ELAN, différentes contraintes s'imposent aux vendeurs, maîtres d'ouvrages ou constructeurs de biens situés dans une zone classée en aléa moyen ou fort,.
Concernant les mouvements de terrains, la commune a été reconnue en état de catastrophe naturelle au titre des dommages causés par la sécheresse en 2005 et 2006 et par des mouvements de terrain en 1999.

## Toponymie
Il a longtemps existé sur le pech du bourg trois moulins-tours qui seraient à l'origine du nom de la commune (trois se traduisant par "tres" en occitan).

## Histoire
Des vestiges témoignent de l'occupation gallo-romaine de ce village. Entre autres, une statuette de bronze, représentant vraisemblablement Aphrodite, a été mise au jour au cours des années 1950 dans un labour du lieu dit Las Clèdes.
Les sarcophages de pierre découverts autour de l'église portent à croire que la fondation de la paroisse date du haut Moyen-Âge.
Tourtrès faisait partie du domaine royal, relevant directement du pouvoir du roi. Ainsi, aucune seigneurie n'y existait.
Tourtrès a abrité à une certaine époque une importante communauté de charbonniers concentrée dans un même hameau situé dans le bois de Tourtrès, près de Taradel (lieu dit de la commune voisine de Verteuil d'Agenais).
Avant la révocation de l'Édit de Nantes, la paroisse abritait une petite population protestante, celle-ci célébrant le culte au temple de Saint-Barthélemy-d'Agenais. En 1666, on y comptait 357 communiants, ainsi que 37 huguenots répartis en huit familles. Le 6 mars 1682, dans sa tournée de l'archevêché de Monclar, l'évêque Jules Mascaron passe par Tourtrès. La paroisse comptait alors 317 communiants, 25 enfants catholiques et 30 hérétiques.
Il se tenait autrefois à Tourtrès une foire aux ânes. L'âne était souvent utilisé dans les environs pour effectuer les travaux de labours.

## Politique et administration
| Période                                  | Période   | Identité          | Étiquette | Qualité             |
| ---------------------------------------- | --------- | ----------------- | --------- | ------------------- |
| mars 1983                                | mars 2008 | Hubert Vinsonneau |           |                     |
| mars 2008                                | En cours  | Michel Le Borgne  |           | Exploitant agricole |
| Les données manquantes sont à compléter. |           |                   |           |                     |

## Démographie
L'évolution du nombre d'habitants est connue à travers les recensements de la population effectués dans la commune depuis 1800. Pour les communes de moins de 10 000 habitants, une enquête de recensement portant sur toute la population est réalisée tous les cinq ans, les populations de référence des années intermédiaires étant quant à elles estimées par interpolation ou extrapolation. Pour la commune, le premier recensement exhaustif entrant dans le cadre du nouveau dispositif a été réalisé en 2005.

En 2022, la commune comptait 140 habitants, en évolution de +2,94 % par rapport à 2016 (Lot-et-Garonne : −0,18 %, France hors Mayotte : +2,11 %).
| 1800 | 1806 | 1821 | 1831 | 1836 | 1841 | 1846 | 1851 | 1856 |
| ---- | ---- | ---- | ---- | ---- | ---- | ---- | ---- | ---- |
| 488  | 543  | 564  | 574  | 593  | 608  | 626  | 620  | 593  |

| 1861 | 1866 | 1872 | 1876 | 1881 | 1886 | 1891 | 1896 | 1901 |
| ---- | ---- | ---- | ---- | ---- | ---- | ---- | ---- | ---- |
| 555  | 505  | 473  | 451  | 430  | 403  | 364  | 327  | 328  |

| 1906 | 1911 | 1921 | 1926 | 1931 | 1936 | 1946 | 1954 | 1962 |
| ---- | ---- | ---- | ---- | ---- | ---- | ---- | ---- | ---- |
| 297  | 270  | 241  | 236  | 260  | 244  | 256  | 252  | 205  |

| 1968 | 1975 | 1982 | 1990 | 1999 | 2005 | 2006 | 2010 | 2015 |
| ---- | ---- | ---- | ---- | ---- | ---- | ---- | ---- | ---- |
| 168  | 152  | 139  | 132  | 121  | 121  | 123  | 142  | 137  |

| 2020 | 2022 | - | - | - | - | - | - | - |
| ---- | ---- | - | - | - | - | - | - | - |
| 140  | 140  | - | - | - | - | - | - | - |

## Lieux et monuments
- Église Saint-Pierre, entre les cyprès centenaires, construction romane à chœur circulaire avec un clocher-mur gothique à quatre arcades. La voûte d'origine, probablement effondrée pendant la période des guerres de religion, a été remplacée par un plafond en bois[30]. L'église de Tourtrès était une annexe du prieuré de Notre-Dame-de-Tombeboeuf[31]. La Façade occidentale et le clocher-mur ont été inscrits au titre des monuments historique en 1957[32].
- Moulin à vent, de type moulin-tour, sur le pech du bourg. Son existence est attestée dès 1620.  Il s'agit de l'un des trois moulins-tours qui ont existé à une certaine époque sur ce pech. Le moulin  initial a été partiellement détruit en 1892 et reconstruit en 1895. En 1960, il est restauré par le poète Armel Guerne qui en fait sa résidence et y habite pendant vingt ans. Après son décès, le moulin est repris en charge par Mme Isabelle Le Mercier qui veille depuis à son entretien et lui a rendu son ancien aspect extérieur. Le moulin de Tourtrès est inscrit au titre des Monuments historiques depuis le 23 avril 1980[33].
- Bois de Tourtrès situé à l'extrémité sud-ouest de la commune. Il représente, avec le bois de Verteuil qui lui est accolé, un vestige du grand massif qu'était la forêt de Gondon, considérée au Moyen Âge comme la plus grande de l'Agenais et qui couvrait les communes de Saint-Pastour, Monbahus, Montastruc, Tourtrès et Caubel[34]. On y retrouve aujourd'hui plusieurs palombières, structures parfois très complexes servant de cache pour la pratique de la chasse à la palombe.
- Monument aux morts. Érigé entre la mairie et l'église. On y retrouve 9 noms de soldats décédés pendant le conflit 1914-1918

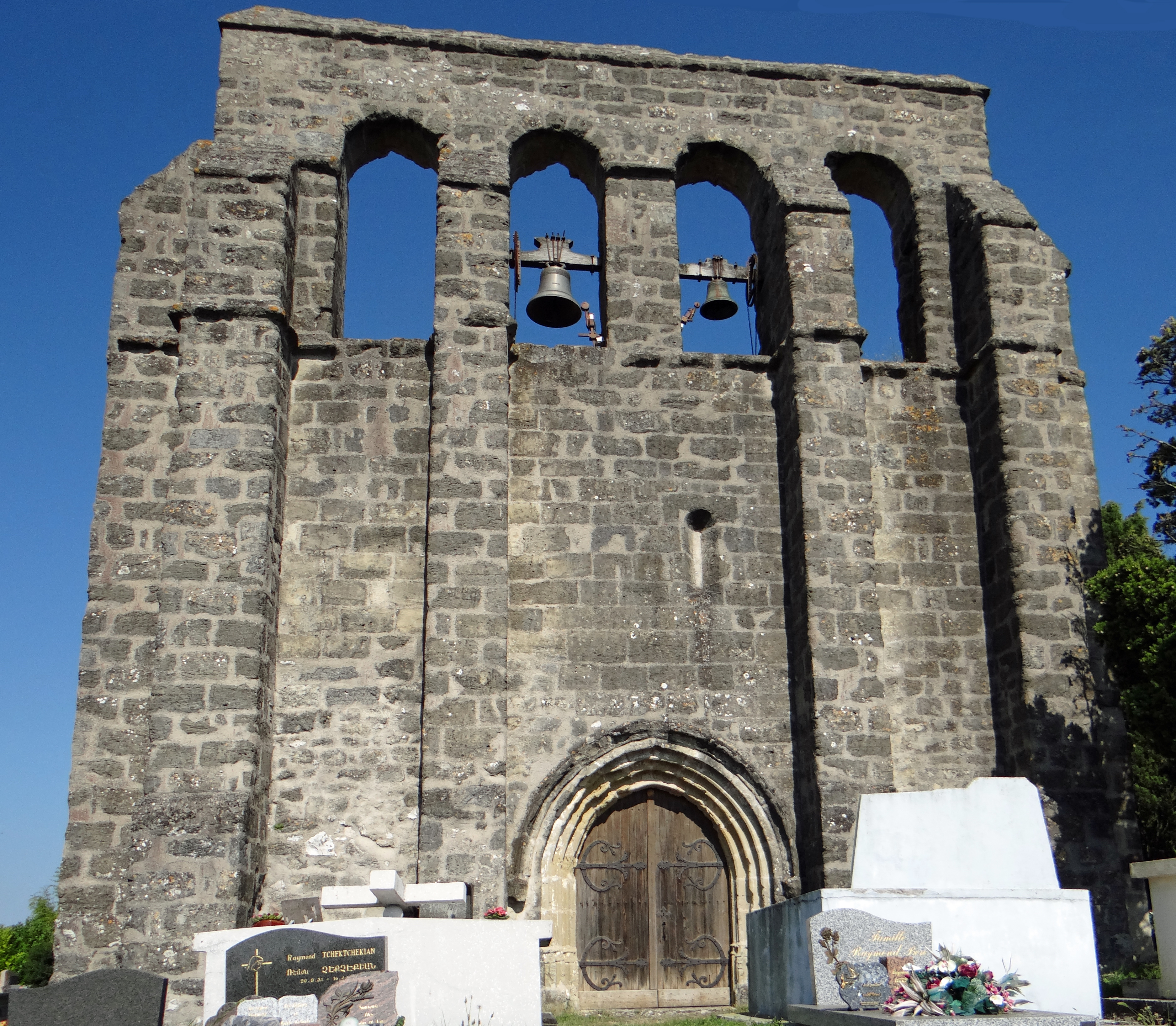
Façade de l'église Saint-Pierre.
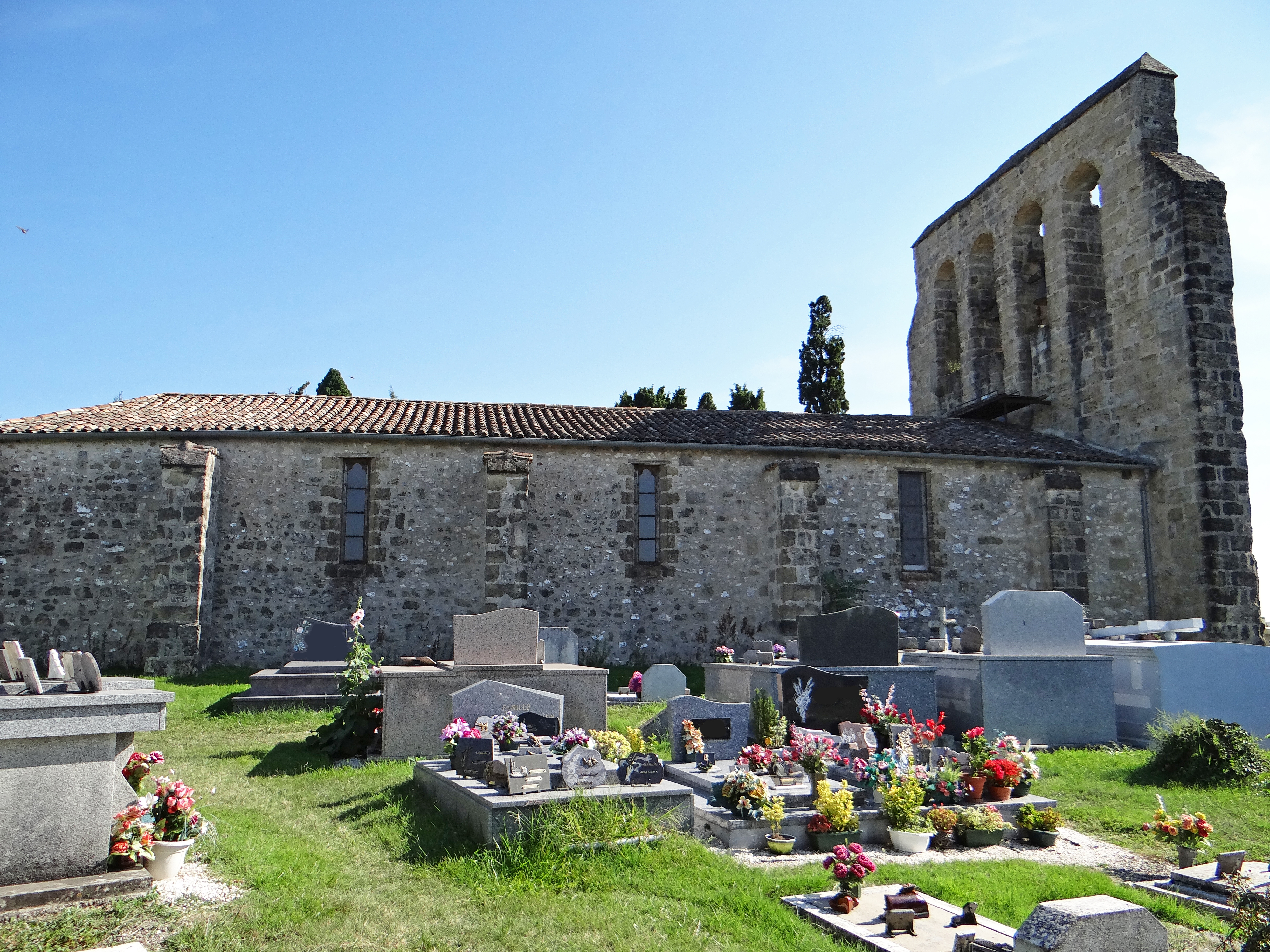
L'église Saint-Pierre.
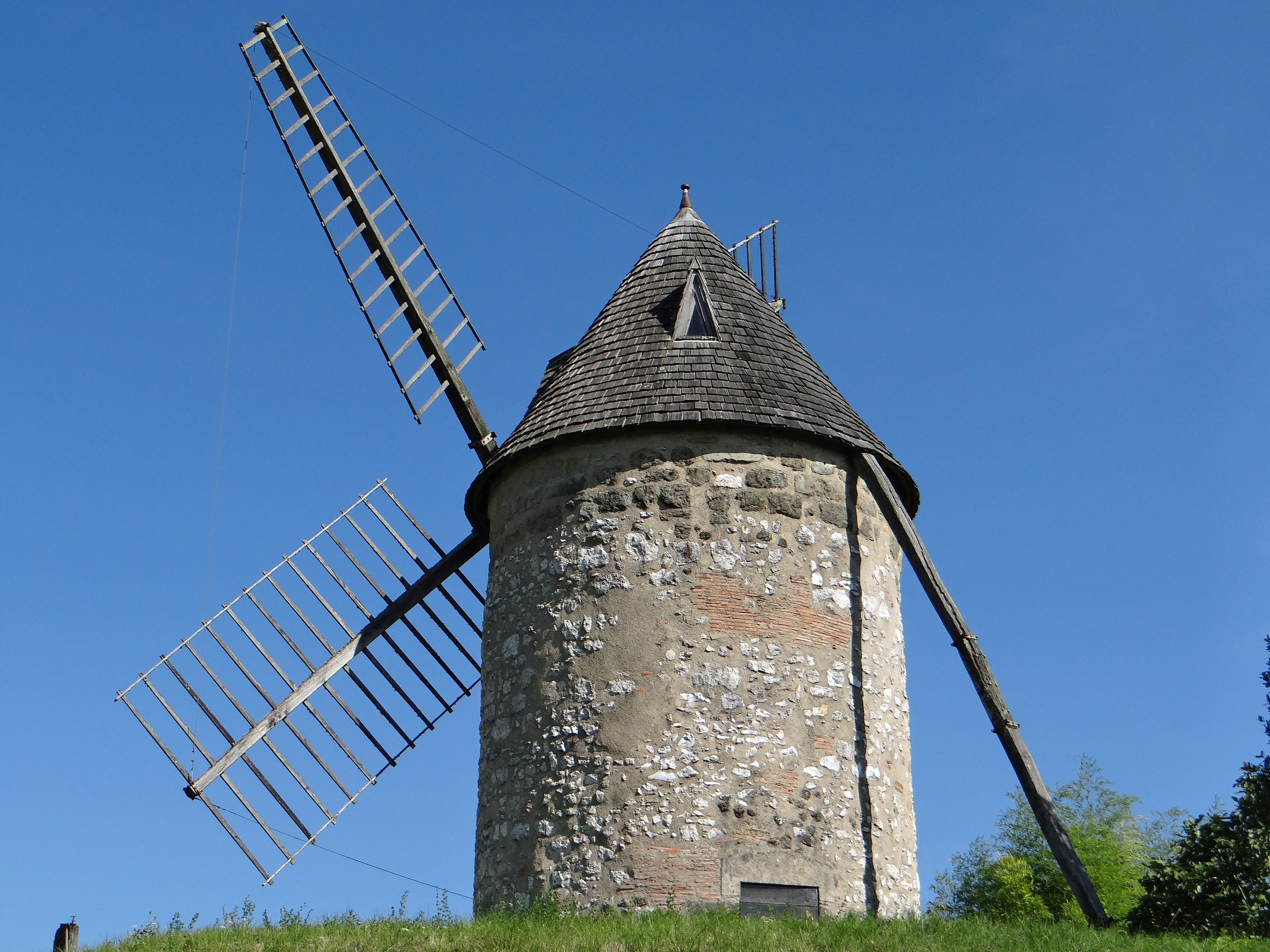
Moulin à vent.
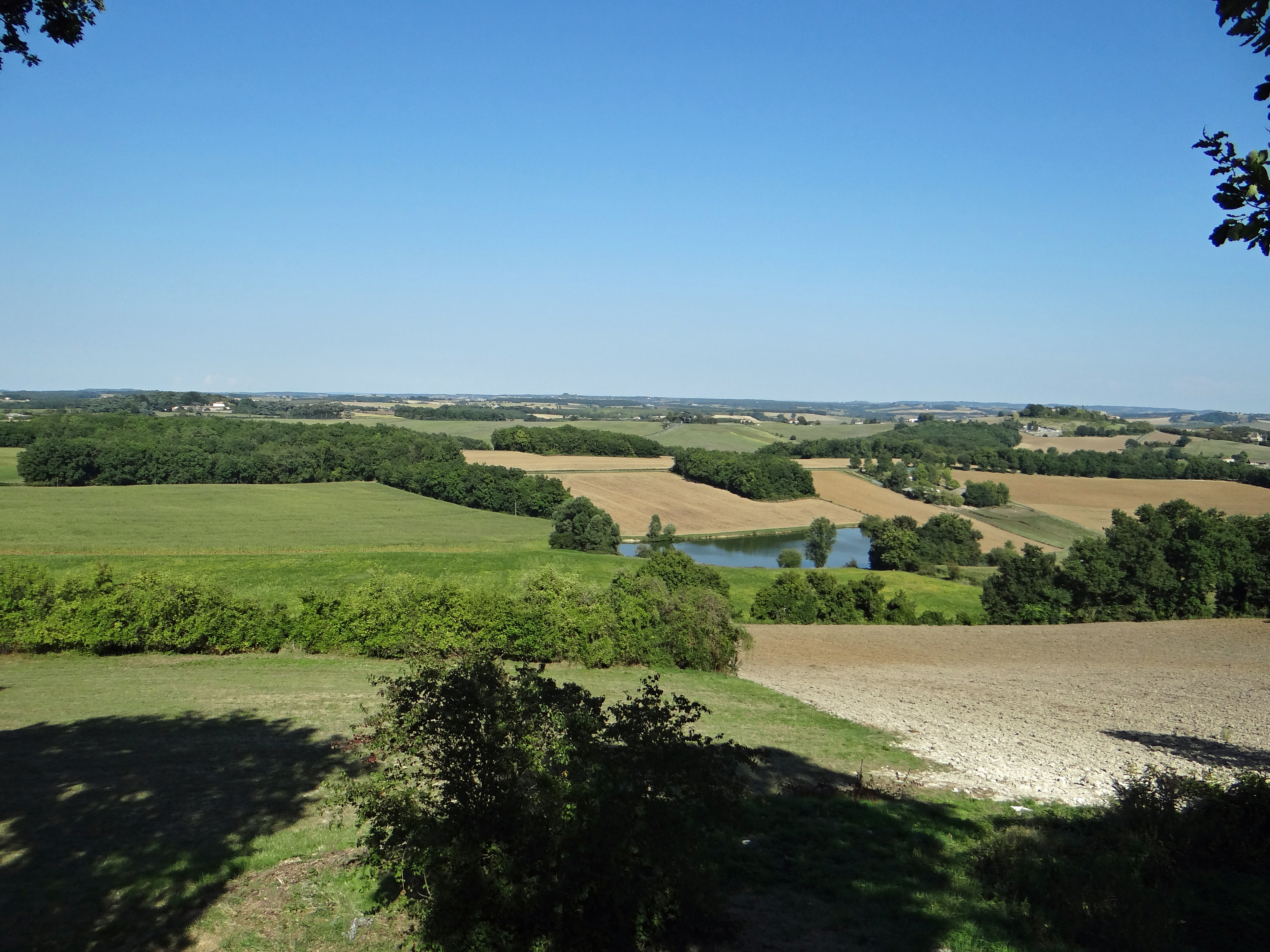
Panorama vers l'est depuis l'église.
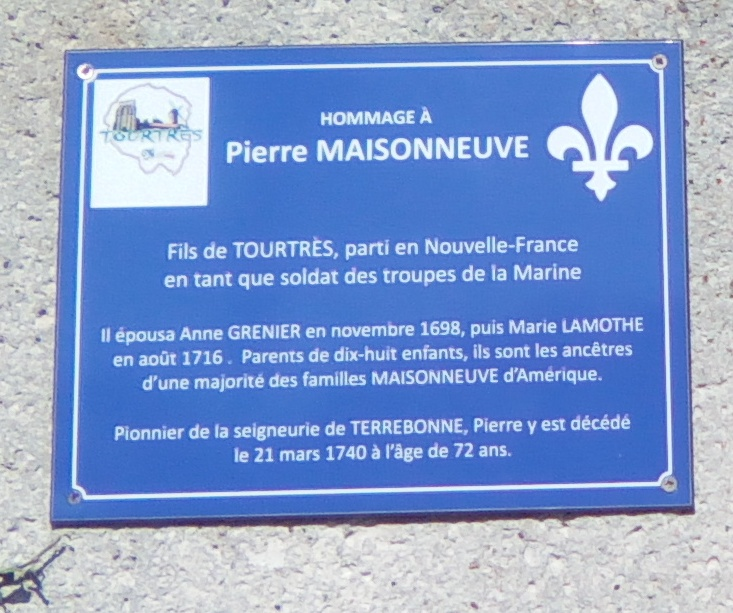
Plaque commémorative en hommage à Pierre Maisonneuve, fils de Tourtrès

## Personnalités liées à la commune
- Armel Guerne (1911-1980), poète et traducteur. Il achète en 1960 le vieux moulin à vent qu'il fait restaurer[35]. Il y invite des poètes hennuyers : Madeleine Biefnot et son époux Franz Moreau, puis son compagnon le pédagogue Jacques Duez[36].
- Éliane Thiollier (1926-1989), artiste peintre, vécut à Tourtrès.

## Héraldique
| Blason à dessiner | Blason  | De gueules au clocher mur d'argent ouvert de quatre arcades, les deux du milieu campanées du même, accompagné en chef de deux cyprès de sinople et en pointe d'un moulin à vent d'argent. |
| Blason à dessiner | Détails | Le statut officiel du blason reste à déterminer. |